# St. John Ambulance
St. John Ambulance é uma instituição de caridade internacional, baseada na Malta, dedicada a ensinar e a praticar primeiros socorros médicos.